# Endocrine-Related Cancer
Endocrine-Related Cancer (abrégé en Endocr. Relat. Cancer) est une revue scientifique qui publie le résultat de recherches fondamentales ou cliniques concernant les cancers liés au système endocrinien, tant chez l'être humain que chez les animaux. 
D'après le Journal Citation Reports, le facteur d'impact de ce journal était de 4,805 en 2014. L'actuel directeur de publication est Charis Eng.

## Contenu
Le journal publie des articles de revue, certaines sur invitation, ainsi que des actes de conférence. Des résultats de recherche originales sont aussi publiés, à condition qu'ils soient d'une qualité remarquable. Tous les articles sont soumis à une évaluation par des spécialistes du domaine de recherche concerné.